# Chicago Film Critics Association Awards 1993
La cerimonia di premiazione della 6ª edizione dei Chicago Film Critics Association Awards si è tenuta il 7 febbraio 1994 a Chicago, Illinois, per premiare i migliori film distribuiti negli Stati Uniti nel corso del 1993 secondo la Chicago Film Critics Association (CFCA).
Schindler's List - La lista di Schindler è stato il film più premiato, vincendo sei statuette tra cui quella per il miglior film.
A partire da questa edizione è stata introdotta la categoria per la miglior colonna sonora originale.

## Vincitori e candidati
I vincitori sono indicati in grassetto, a seguire gli altri candidati in ordine alfabetico:

### Miglior film(incompleto)
- Schindler's List - La lista di Schindler (Schindler's List), regia di Steven Spielberg

### Miglior film straniero(incompleto)
- Lezioni di piano (The Piano), regia di Jane Campion

### Miglior regista(incompleto)
- Steven Spielberg - Schindler's List - La lista di Schindler (Schindler's List)

### Migliore sceneggiatura(incompleto)
- Steven Zaillian - Schindler's List - La lista di Schindler (Schindler's List)

### Miglior attore(incompleto)
- Liam Neeson - Schindler's List - La lista di Schindler (Schindler's List)

### Migliore attrice(incompleto)
- Holly Hunter - Lezioni di piano (The Piano)

### Miglior attore non protagonista(incompleto)
- Ralph Fiennes - Schindler's List - La lista di Schindler (Schindler's List)

### Migliore attrice non protagonista(incompleto)
- Joan Allen - In cerca di Bobby Fischer (Searching for Bobby Fischer)

### Miglior fotografia(incompleto)
- Janusz Kamiński - Schindler's List - La lista di Schindler (Schindler's List)

### Miglior colonna sonora originale(incompleto)
- Michael Nyman - Lezioni di piano (The Piano)

### Attore più promettente(incompleto)
- Leonardo DiCaprio - Buon compleanno Mr. Grape (What's Eating Gilbert Grape) e Voglia di ricominciare (This Boy's Life)

### Attrice più promettente(incompleto)
- Ashley Judd - Ruby in paradiso (Ruby in Paradise)